# Chiesa di San Matteo (Peio)
La chiesa di San Matteo è la parrocchiale a Comasine, frazione di Peio, in Trentino. Risale al XV secolo.

## Storia

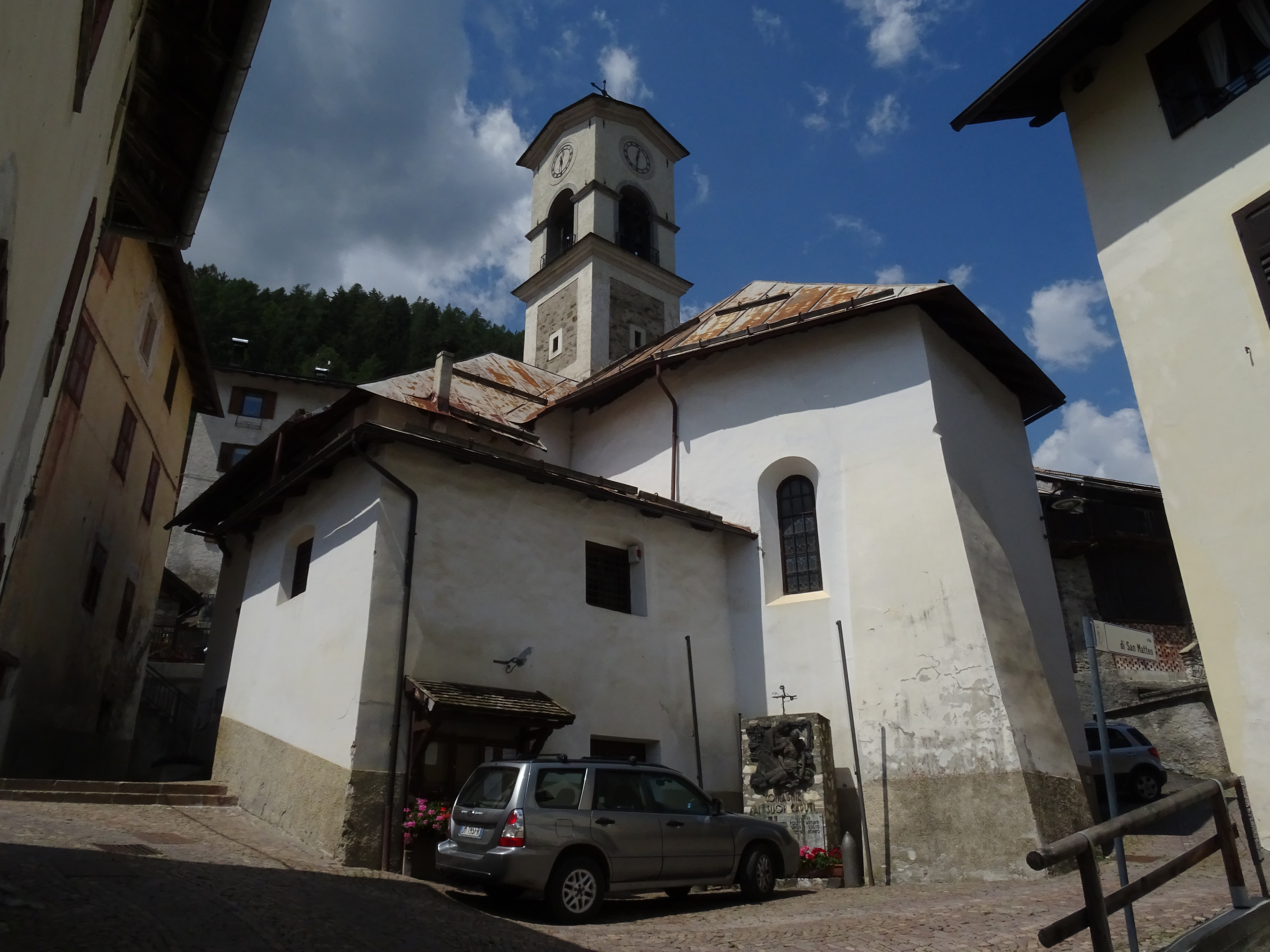
Retro della chiesa

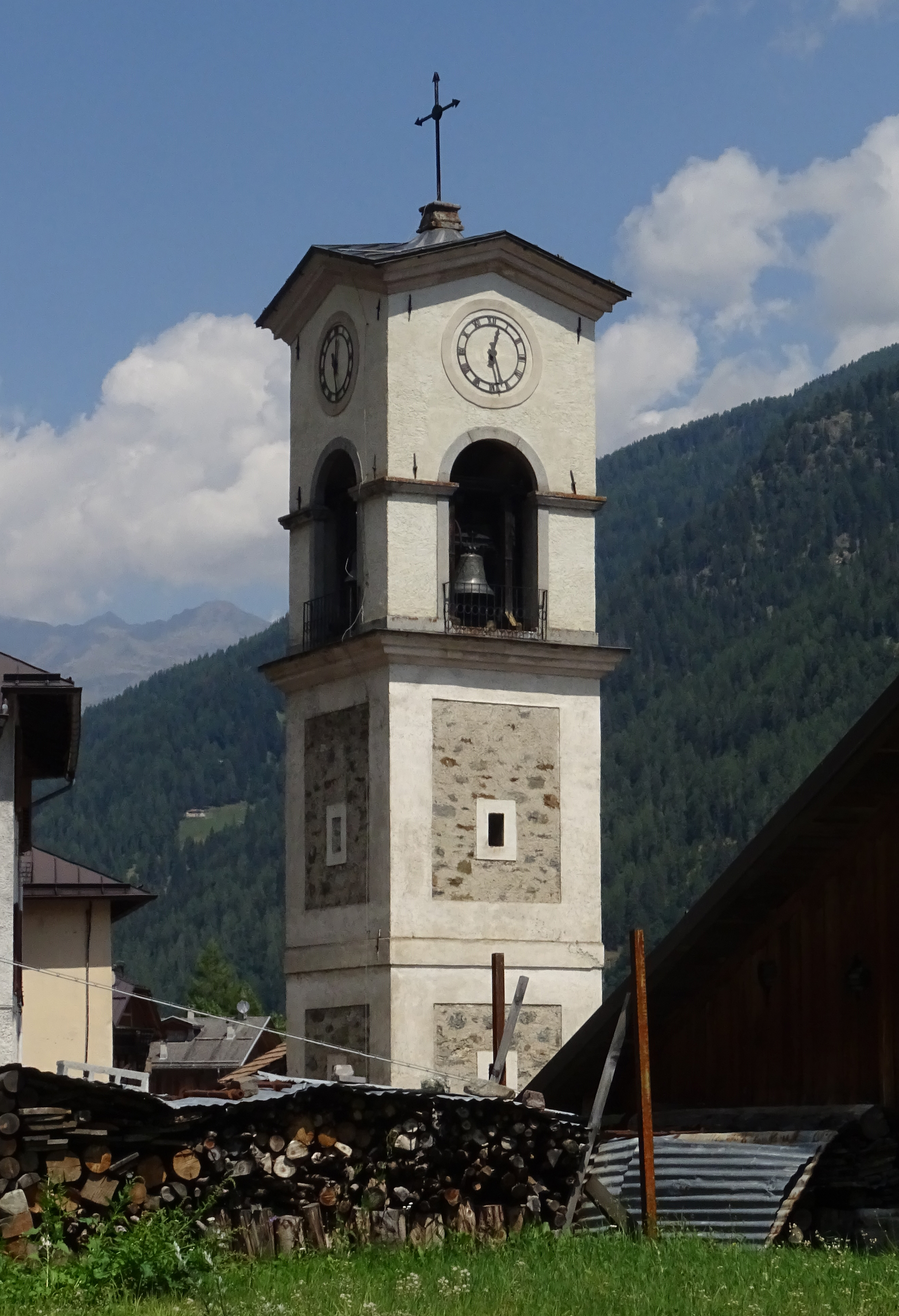
Campanile

La prima menzione documentale di un edificio di culto intitolato a San Matteo a Comasine è del 1446 e pochi anni dopo, nel 1462, l'edificio fu oggetto di ricostruzione.
Nel 1550 ebbe dignità curiaziale, sussidiaria alla pieve di Ossana, e nel 1550 ebbe il fonte battesimale.
La consacrazione solenne fu celebrata nel 1617 da Pietro Belli, vescovo suffraganeo, e due anni più tardi venne realizzato e posto sulla facciata il portale maggiore.
Un grave incendio causò danni ingenti alla struttura nel 1853, e la torre campanaria ne risultò distrutta. I lavori di ripristino e ricostruzione iniziarono pochi anni dopo e furono ultimati nel 1860, quando anche il nuovo campanile venne eretto.
Ebbe dignità di parrocchia dal 1919.
Nuovi incendi causarono ancora danni tra il 1921 e il 1924.
In pieno conflitto mondiale, tra 1942 e 1943, la chiesa fu restaurata ed ampliata. Venne aggiunto un deposito, furono rinforzate le strutture murarie, si procedette con la revisione degli intonaci e l'installazione di un impianto elettrico, oltre alla posa in opera di nuove vetrate.
Attorno alla metà del XX secolo venne rivisto il tetto della torre campanaria e nel 1969 fu rifatto il pavimento. In quel momento venne realizzato anche l'adeguamento liturgico.